# Дрепкауцы
Дрепкауцы, Дрепкэуць (рум. Drepcăuți) — село в Бричанском районе Молдавии. Относится к сёлам, не образующим коммуну.

## География
Село расположено на реке Прут, на высоте 122 метра над уровнем моря.

## Население
По данным переписи населения 2004 года, в селе Дрепкэуць проживает 2570 человек (1142 мужчины, 1428 женщин).
Этнический состав села:
| Национальность | Число жителей | Процентный состав |
| -------------- | ------------- | ----------------- |
| молдаване      | 2477          | 96,38             |
| украинцы       | 39            | 1,52              |
| румыны         | 20            | 0,78              |
| русские        | 15            | 0,58              |
| гагаузы        | 3             | 0,12              |
| прочие         | 16            | 0,62              |
| Всего          | 2570          | 100 %             |